# Vailakiella eos
Vailakiella eos är en insektsart som beskrevs av Bliven 1955. Vailakiella eos ingår i släktet Vailakiella och familjen rundbladloppor. Inga underarter finns listade i Catalogue of Life.